# Paweł Duszyński
Paweł Duszyński (ur. 3 sierpnia 1979 w Mogilnie) – polski żużlowiec.
Sport żużlowy uprawiał w latach 1995–2004, reprezentując kluby: Start Gniezno (1995–1998, 2001, 2004) oraz Wybrzeże Gdańsk (1999–2000, 2002–2003). 
Finalista indywidualnych mistrzostw Europy juniorów (Krško 1998 – XI miejsce. Dwukrotny finalista indywidualnych mistrzostw świata juniorów (Vojens 1999 – XIV miejsce, Gorzów Wielkopolski 2000 – IX miejsce). Finalista klubowego Pucharu Europy – w barwach klubu AC Landshut (Dyneburg 2001 – IV miejsce).
Brązowy medalista drużynowych mistrzostw Polski (1999). Złoty medalista młodzieżowych drużynowych mistrzostw Polski (Gniezno 1998). Dwukrotny srebrny medalista młodzieżowych mistrzostw Polski par klubowych (Piła 1998, Piła 2000. Trzykrotny finalista młodzieżowych indywidualnych mistrzostw Polski (Grudziądz 1998 – XVI miejsce, Gniezno 1999 – XI miejsce, Gorzów Wielkopolski 2000 – VIII miejsce). Trzykrotny finalista turniejów o "Brązowy Kask" (Bydgoszcz 1996 – XIV miejsce, Piła 1997 – IX miejsce, Ostrów Wielkopolski 1998 – III miejsce). Finalista turniejów o "Srebrny Kask" (Leszno 1998 – IX miejsce).